# Tonna
Tonna es un municipio situado en el distrito de Gotha, en el estado federado de Turingia (Alemania). Tiene una población estimada, a fines de 2024, de 2769 habitantes.
Está integrado a la mancomunidad de municipios (en alemán, verwaltungsgemeinschaft) de Fahner Höhe.